# IOWN Global Forum
IOWN Global Forum, Inc.（アイオン グローバル フォーラム）はNTT、インテル、ソニーの3社によって設立された業界団体である。「IOWN」はNTTが2019年に提唱した「Innovative Optical and Wireless Network」の略称である。

## 概要
IOWN Global Forumの目的はデータや情報処理に対する要求に応えるために、新規技術、フレームワーク、技術仕様、リファレンスデザインの開発を通じ、シリコンフォトニクスを含むオールフォトニクス・ネットワーク、エッジコンピューティング、無線分散コンピューティングによって構成される新たなコミュニケーション基盤の促進である。

## 参加者
出典 - 

### FOUNDING（設立メンバー）
| - NTT | - インテル | - ソニー |

### SPONSOR
| - アクセンチュア - AKKODiSコンサルティング - 日月光投控 - 中華電信 - Ciena - シスコシステムズ - デル - デロイトトーマツコンサルティング - 台達電子工業 - エリクソン - 富士通 - 古河電気工業 | - Google - 博報堂 - KDDI - キオクシア - 京セラ - マイクロソフト - 三菱電機 - みずほフィナンシャルグループ - 三菱UFJ銀行 - 日本電気 - 情報通信研究機構 - ノキア - オラクル | - Orange - Pegatron - PwCコンサルティング - 楽天グループ - レッドハット - サムスン電子 - SKハイニックス - SKテレコム - 住友電気工業 - トヨタ自動車 - VMware |

### GENERAL
| - Accton - AGC - アイオーコア - 梓総合研究所 - 味の素 - アドバンスト・マイクロ・デバイセズ - アンリツ - APRESIA Systems - artience - BTグループ - 中部電力 - データブリックス - 電通 - デクセリアルズ - 大日本印刷 - DriveNets - イーソリューションズ - エネコム - セイコーエプソン - エクシオグローバル - フジクラ - GeNopsys - 白山 - 安藤ハザマ - ヒューレット・パッカード・エンタープライズ - 日立製作所 - 本田技研工業 - 本多通信工業 - I-PEX - イビデン - Infinera - IP Infusion | - 伊藤忠テクノソリューションズ - 日揮ホールディングス - 東日本旅客鉄道 - JTOWER - ジュニパーネットワークス - JX金属 - ケル - キーサイト・テクノロジー - 九州電力送配電 - ミライト・ワン - ミライズテクノロジーズ - 三菱ケミカルグループ - 三菱商事 - 三菱重工業 - 三菱総合研究所 - 三井化学 - 三井情報 - 村田製作所 - ネットアップ - ネットワンシステムズ - 日本碍子 - 日本放送協会 - 日鉄ケミカル&マテリアル - 日産化学 - 日東紡績 - NVIDIA - Oishii - オリンパス - オプテージ - パナソニックホールディングス - ピアズ - Preferred Networks | - proteanTecs - クアルコム - ルネサスエレクトロニクス - レゾナック・ホールディングス - ribbon - santec Holdings - SCSK - センコーアドバンストコンポーネンツ - ServiceNow - 清水建設 - 信越化学工業 - 新光電気工業 - スカパーJSAT - SOMPOホールディングス - 双日テックイノベーション - 住友ベークライト - 住友化学 - 住友商事 - サンコール - Supermicro - 大成建設 - TBSテレビ - テレフォニカ - 東京海上日動火災保険 - TOPPANホールディングス - 東芝 - ufiSpace - ユニアデックス - Viavi Solutions - Wiwynn - ウインドリバー・システムズ - 矢崎総業 - 横河電機 |

### ACADEMIC&RESEARCH
| - 産業技術総合研究所 - 台灣雲端物聯網產業協會 - 電力中央研究所 - 広島大学 - Institute for Information Industry - 工業技術研究院 | - 宇宙航空研究開発機構 - 慶應義塾大学 - 名古屋大学 - 国立情報学研究所 - 防災科学技術研究所 | - 大阪大学 - 光電子融合基盤技術研究所 - Photondelta - 光電科技工業協進會 - 東北大学 - 東京大学 - 早稲田大学 |

### AFFILIATE
| - IBM | - Netcracker |